# Luminescence optiquement stimulée
La luminescence optiquement stimulée (de l'anglais Optically Stimulated Luminescence ou OSL) est une technique utilisée pour la datation des minéraux. 
Cette technique repose sur le principe que dans certains minéraux, tels que le quartz et le feldspath, les électrons de leurs cristaux peuvent être piégés entre la bande de valence et la bande de conduction à la suite d'une excitation par la radiation ionisante émise par des radionucléides présents naturellement dans le sol (p.ex. isotopes radioactifs d'uranium et thorium , ou potassium-40) ou par les rayons cosmiques. En exposant l'échantillon de minéral à la lumière, les électrons piégés sont promus à la bande de conduction et ensuite retournent à la bande de valence en émettant un photon. L'intensité de cette lumière émise par l'échantillon est directement proportionnelle à la quantité des charges piégées et peut alors être utilisée pour estimer le temps pendant lequel l'échantillon a été enterré dans le sol.

## Principe de base
Dans un cristal, les orbitales électroniques sont séparées en bandes d'énergie croissante. En général, les bandes inférieures sont remplies alors que les bandes supérieures sont vides. La bande peuplée par les électrons de valence est appelée la bande de valence. Il s'agit de la bande occupée ayant la plus haute en énergie. La bande vide la plus basse en énergie se nomme la bande de conduction. Dans le cas d'une substance isolante, ces deux bandes sont bien séparées. Il y a donc très peu de mouvements d'électrons. Par contre, dans le cas d'un métal, ces deux bandes se rencontrent. Il est donc facile d'exciter un électron de la bande de valence pour le faire passer dans la bande de conduction. Il peut ensuite se déplacer librement dans tout le cristal avant de revenir à la bande de valence. Ce phénomène engendre la conductivité électrique des métaux.

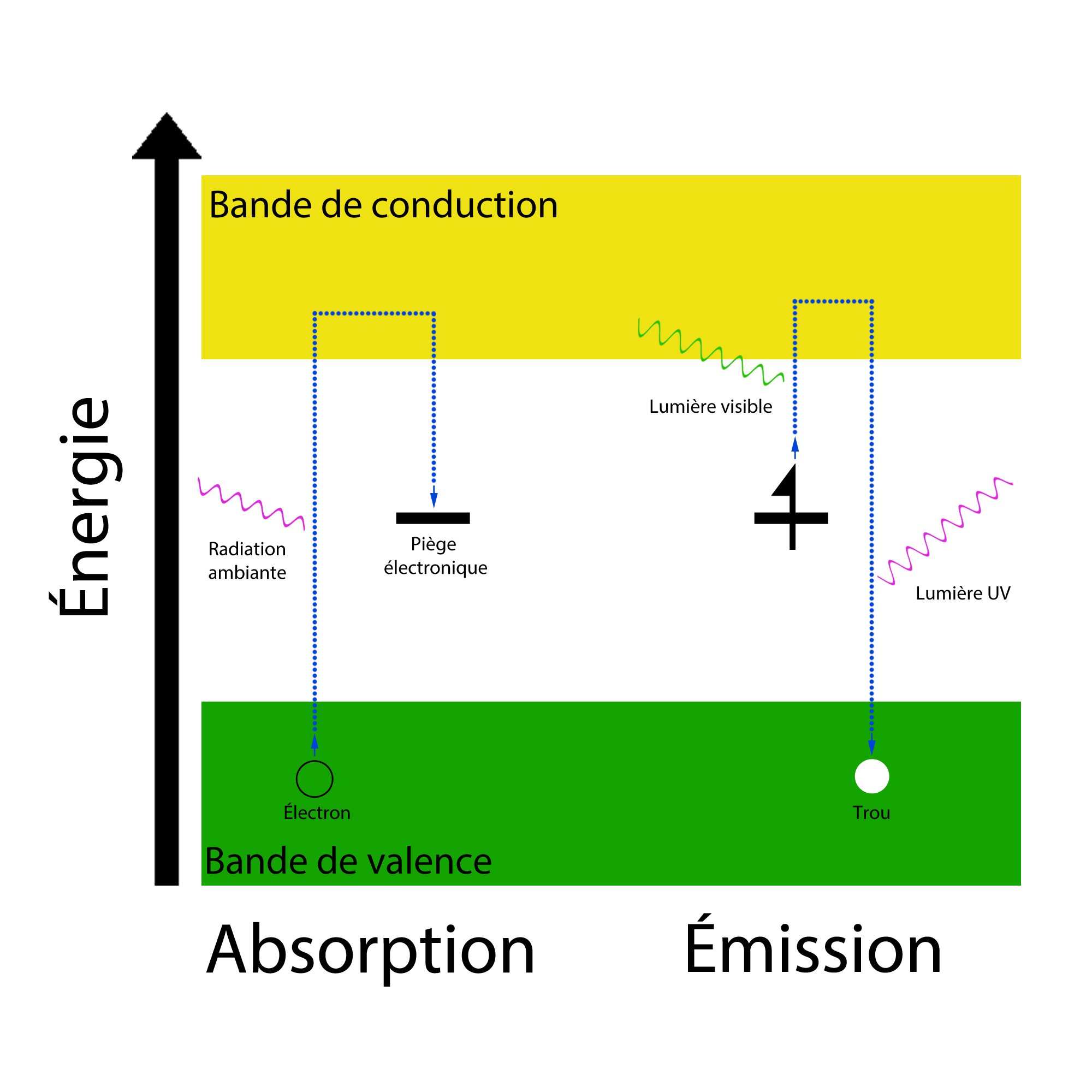
Transitions des électrons à la base du phénomène de la luminescence optiquement stimulée.

En réalité, les cristaux sont très rarement parfaits. Les imperfections des cristaux (par exemple la présence d'un atome de titane au lieu d'un atome de silice dans le quartz) ajoutent des orbitales qui se situent entre la bande de valence et la bande de conduction. Des imperfections dans la géométrie d'une partie du cristal engendre le même résultat, comme les orbitales des atomes de cette partie ne s'alignent pas avec celles du reste. Les bandes électroniques n'expliquent donc que le comportement général du cristal.
Le cristal reçoit naturellement de la radiation de son environnement. Le plus souvent du temps, cela se produit lorsqu'un cristal est situé à côté d'un élément radiatif comme le carbone 14. Cette radiation peut exciter des électrons de la bande de valence et les promouvoir à la bande de conduction si elle possède l'énergie correspondant à cette transition (soit 8.7eV dans un cristal de quartz). Cette promotion crée un trou, un manque d'électron dans la bande de valence.
Dans un cristal parfait, l'électron circule dans la bande de conduction pendant un certain temps, avant de redescendre dans un autre trou de la bande de valence. Par contre, en présence d'imperfections, l'électron peut plutôt relaxer jusqu'à une orbitale de l'imperfection (aussi appelé "piège électronique"). L'électron atteint un état méta-stable et y restera jusqu'à ce qu'il absorbe assez d'énergie pour regagner la bande de conduction et relaxer jusqu'à la bande de valence, émettant de la lumière UV. La lumière du soleil est suffisante pour exciter l'électron hors de cet état méta-stable et réduire la population d'électrons dans les orbitales des impuretés à zéro dans l'ordre des secondes. Une température entre 200 et 400 °C peut aussi réinitialiser les électrons du cristal. En laboratoire, on peut irradier un échantillon avec de la lumière visible provenant d'une DEL pour vider les états méta-stables et mesurer la quantité de lumière UV produite. Ceci permet de quantifier la quantité de radiation ambiante emmagasinée dans le cristal (voir la section Applications).
Les cristaux sous la surface de la terre, c'est-à-dire la très vaste majorité d'entre eux, sont protégés de la lumière, mais reçoivent tout de même de la radiation, soit la radiation ambiante de leur environnement. Les électrons s'accumulent donc dans les pièges électroniques en fonction du temps et de l'intensité de la radiation ambiante. En connaissant la moyenne de radiation reçue par l'échantillon par année (à l'aide d'un dosimètre, c'est-à-dire un appareil mesurant la radiation de son environnement) et la quantité d'électrons dans un état méta-stable, on peut calculer le temps écoulé depuis la dernière réinitialisation. Ceci permet de savoir depuis quand un échantillon de sable est enfoui, par exemple. Évidemment, les échantillons ne doivent pas être exposés à la lumière lorsqu'ils sont prélevés, sinon la mesure sera faussée à la baisse. Ainsi, on peut voir le cristal comme une pile. Pour une même masse, un cristal protégé de la lumière pendant plus longtemps émettra davantage de lumière UV. La radiation ambiante le charge sur une période de 10 à 10⁵ années, et la lumière le décharge sur une période de seulement 1 s à 100 s.
L'accumulation d'électrons dans les pièges électroniques est significative pour de courtes périodes de temps seulement si la radiation est intense. En mesurant la radiation absorbée pour une période de temps connue, on peut calculer l'intensité de la radiation, pourvu qu'elle soit suffisamment forte pour produire un signal au-dessus de la limite de détection. Pour améliorer le signal, les détecteurs peuvent faire appel à des tubes photomultiplicateurs.

## Matériel et montage
Le matériel requis pour assurer le fonctionnement d'une expérience en luminescence stimulée optiquement (OSL) repose sur quatre composantes : un système de chauffage, un système de détection de la luminescence, une source lumineuse et une chambre d'irradiation.
Une approche répandue est d’utiliser un film de polystyrène couvert d'une couche extérieure d’oxyde d’aluminium dopé avec du carbone (Al₂O₃ : C). À noter qu’il est possible d’utiliser de la porcelaine, quartz et d’autres matériaux de céramique. Les films possèdent un diamètre petit (7,25 mm) et possèdent une épaisseur de 0,3 mm. 
Pour la source de stimulation (lumière), une source DEL (Diode ÉlectroLuminescente) est souvent utilisée à une longueur d’onde de 470 nm ou 520 nm (soit les valeurs du spectre de la couleur bleu et vert).

Schéma des composantes essentielles pour l'instrument de luminescence stimulée optiquement

À la suite du bombardement de la cible par des photons de la DEL, les électrons sont libérés des pièges et émettent des photons qui se dirigent vers le système de détection. Ils frappent d'abord un photomultiplicateur qui amplifie le signal de plusieurs ordres de grandeur, soit typiquement 10⁶. Le signal généré par le détecteur est traité par le transducteur qui convertit le signal analogique en signal numérique pouvant être traité par ordinateur. 
De plus, le montage peut être miniaturisé, produisant par exemple le dosimètre de Landauer. Cet appareil est de la taille d’un cellulaire et il est portatif. Il repose sur les mêmes composantes et principes de fonctionnement de OSL : une DEL stimule les détecteurs, la lumière émise par le matériel OSL (Al₂O₃ : C) est détectée et mesurée par un photomultiplicateur en utilisant un système qui permet de compter le nombre de photons dans le système avec une grande sensibilité. La lumière émise par OSL est proportionnelle à la dose de radiation. Par la suite un algorithme de dose détermine les résultats d’exposition due à la radiation. Cet accessoire est spécialisé pour la section de dosimétrie par irradiation. Pour la section de datation radiative, le travail s’effectue souvent dans un laboratoire pour des applications géologiques.

## Modes de fonctionnement[8]
Il existe aussi deux modes de fonctionnement pour la luminescence stimulée optiquement : le monde d’ondes continues (continious wave stimulation OSL) et stimulation pulsée (pulsed stimulation OSL).

### Mode d'ondes continues (CW-OSL)[8]
Pour le mode CW-OSL, l’excitation reste constante et la luminescence émise est détectée pendant la stimulation. Il est donc important d’utiliser des filtres pour pouvoir différencier la lumière stimulée et la lumière émise. Aussi, lorsque soumise à une source DEL avec longueur d’onde autour de 520 nm (lumière verte), l’énergie de la lumière visible est suffisante pour vider les électrons piégés dans le matériau de OSL. Les matériaux dans ce cas peuvent être du feldspath ou bien du quartz. Cependant, la luminescence peut être stimulée dans le feldspath avec des longueurs d’onde se rapprochant à l’infrarouge (autour de 850 nm). Donc les 2 modes de CW-OSL utilisés pour prendre des mesures sont la luminescence stimulée par infrarouge (IRSL) et luminescence stimulée par lumière verte (GLSL). Pour la IRSL, le feldspath est utilisé et pour la GLSL, le feldspath, le quartz, la céramique et d’autres matériaux synthétiques (Al₂O₃ : C) sont utilisés. Pour l’IRSL et la GLSL il est important d’éviter une variation de la source lumineuse, parce qu’elle affecte directement le tube du photomultiplicateur (PM). Pour contourner ce problème, il faut utiliser des combinaisons de filtres pour la stimulation optique et le détecteur. D’ailleurs, l’ordre d’atténuation entre la réponse de la lumière stimulée et le PM doivent se situer autour de 10‾¹⁶ pour être capable de diminuer significativement l’impact de la lumière perdue provenant de la source d’excitation. Ceci provient du fait que le faisceau d'excitation est beaucoup plus intense que la lumière émise par la relaxation de l'échantillon. Si le détecteur enregistre un signal causé par la source, les variations de signal causées par l'âge de l'échantillon risquent de ne pas être statistiquement significatives par rapport à aux fluctuations dans l'intensité de la source. Il est possible d’obtenir d'éviter cela en utilisant des filtres d’interférences du côté de l’excitation ainsi que des filtres de détection avec une transmission sélective (tel qu'illustrer sur le schéma ci-contre).

### Mode de stimulation pulsée
Au lieu d'une stimulation continue, des pulsations de quelques millisecondes peuvent être utilisées, après laquelle la luminescence de l'échantillon est mesurée. La puissance appliquée à chaque pulsation se situe entre 10 mW à 2 W. Ces paramètres permettent de mesurer efficacement la luminescence stimulée optiquement du Al₂O₃ : C. De plus, il a été démontré que, plus le temps d'excitation est petit, plus qu’il y aura de lumière émise après cette même pulsion par rapport à l'autre mode (mode d'ondes continues).
L'utilisation d'un système de OSL pulsé contourne la nécessité de filtres pour pouvoir distinguer la lumière stimulée de la lumière émise. De plus, les sources d’excitations continues ont une petite gamme de longueurs d’onde à utiliser pour stimuler le matériel OSL, contrairement aux sources pulsées. Comme l’émission ne peut pas être détectée pendant l'excitation, le mode CW-OSL n'est pas en mesure de détecter un signal lors de la période d'excitation continue. Or avec un mode d'excitation pulsé, il est possible d'effectuer des mesures entre chaque excitation. L’utilisation de ce mode est particulièrement pratique pour effectuer de la dosimétrie de radiation, car il faut seulement des pulses qui durent une couple de millisecondes pour être capable de lire le signal généré par la OSL. Cette méthode est donc très efficace pour pouvoir utiliser des doses de radiation de manière sécuritaire sans mettre en danger l'utilisateur. Il est aussi possible d’obtenir plusieurs lectures à partir d’un seul échantillon.

## Applications

### Dosimétrie radiative[13]
La dosimétrie par luminescence stimulée optiquement est une technique qui mesure le  degré d'exposition à la radiation ionisante. Dans certaines industries, les ouvriers peuvent être involontairement soumis à ce type de radiation. Or, comme la radiation ionisante est néfaste pour la santé, il est important de s'assurer que les employés courant le risque d'être exposés à ce type de rayonnement ne soient exposés qu'à une petite dose de rayonnement. Dans cette optique, la dosimétrie radiative basée sur la luminescence stimulée optiquement peut servir à déterminer le degré d’exposition à la radiation ionisante de l’utilisateur. Cette technique offre l’avantage d’avoir une meilleure sensibilité de détection que l’ancienne technique de dosimétrie la plus utilisée c’est-à-dire la dosimétrie photographique. Les répercussions d'une exposition trop importante à ce type de radiation peut s'avérée  très néfastes pour la santé. Ainsi, les techniques visant à quantifier celle-ci sont très réglementées. Cette technique fait partie d’un groupe sélect de méthodes étant permises par la réglementation française en ce qui concerne les méthodes de dosimétries . Aussi, c’est la seule méthode de dosimétrie permise au Canada.
L'absorption et l'émission de radiation sont les fondements de cette technique. Dans cette technique, on expose l’échantillon à de la radiation (de manière naturelle ou artificielle). Cette exposition a pour but de piéger des électrons dans un matériau sensible. Lorsque ces électrons recevront une excitation extérieure dont l’énergie est suffisante à leur libération (généralement provoqué par une diode électroluminescente DEL), ils seront expulsés du matériau piège et leur recombinaison avec des centres luminogènes émettant une quantité de lumière (entraîne le signal de luminescence) qui sera proportionnelle au rayonnement provenant du flash lumineux. Voir la section Principe de base pour plus de détails.
Dans l'optique où on veut déterminer le degré d’exposition à la radiation ionisante d'un employé, il est important de s'assurer que le dispositif soit portatif. En effet, comme l'intensité de l'irradiation varie en fonction de la distance de la source d'irradiation. Ainsi, si on met simplement un dosimètre immobile dans une pièce, la mesure de la radiation absorbée ne sera pas représentative de la quantité d'irradiation que l'employé reçoit dans le cadre de ses fonctions. Le dosimètre InLight, lancé par la compagnie Landauer utilise justement la technologie de dosimétrie radiative basé sur la luminescence stimulée optiquement afin de déterminer le degré d’exposition à la radiation ionisante de l’utilisateur. Le dispositif qui se porte au cou utilise un fin film de Al2O3 : C comme matériau piégeant. Cette décision s’explique par le fait que ce matériau est beaucoup plus sensible que les matériaux utilisés dans les autres techniques de dosimétrie. Afin de donner une perspective, le dispositif peut, dans des gammes d’énergie de radiation de 5 keV à 40 keV, mesurer des doses allant de 0,01 mSv à 10 Sv. Un des grands avantages de l’utilisation de l’oxyde d’aluminium est que celui-ci n’est pas affecté par la chaleur et l’humidité, ce qui rend la mesure du détecteur plus reproductible. D’autant plus qu’il est insensible aux rayonnements neutroniques, ce qui améliore le rapport signal au bruit. Il est important de comprendre que la stimulation extérieure est modulable de par son intensité. Ainsi, il est possible de libérer qu’une fraction des charges retenues, ce qui a pour effet de faciliter la lecture au niveau du détecteur. Or, comme cette stimulation ne "vide" pas le matériau sensible, la relecture est possible.
Ce capteur est surtout utilisé pour les gens qui sont susceptibles d’être exposés aux rayonnements ionisants. Une fois l’exposition terminée (et donc les électrons captés par le matériau sensible), il faut mesurer l’exposition (en libérant les électrons captés par une excitation extérieure). Pour ce faire, on utilise des diodes électroluminescentes comme source lumineuse extérieure. Les lecteurs mesurent donc la quantité d’électrons libérés en deçà de 10 secondes qui se recombinent à des centres lumineux. Le signal obtenu sera analysé en fonction du facteur d’étalonnage, du facteur de sensibilité du matériau sensible et des algorithmes de calcul du détecteur.
Il existe 4 types de lecteur pour les matériaux sensibles :
- Lecteur de plus de 500 dosimètres
- Lecteur de plus de 200 dosimètres
- Lecteur manuel
- Lecteur portatif.

### Datation par luminescence stimulée optiquement
Les OSL peuvent être utilisés dans le domaine de la datation de cristaux. Cette méthode de datation des archéomateriaux est, à la grande différence avec la datation au carbone 14 utilisée pour dater des composés organiques, utilisée pour dater les minéraux. 